# آبشارهای آرپناه
آبشارهای آرپناه یا آبشارهای کسد در ۴۵ کیلومتری شمال شرقی شهرستان لالی قرار دارد؛ و از مکان‌های دیدنی و توریستی شهرستان لالی است که دارای باغ‌ها و درخت‌های سرسبز و طبیعت زیبا می‌باشد. امکانات این منطقه گردشگری می‌توان به ایجاد پل‌های ارتباطیی، سرویس‌های بهداشتی، نمازخانه، مغازه، سکو و آلاچیق اشاره کرد.
آبشارهای آرپناه چشمه بزرگی از دل کوه سرازیر می‌شود که در مسیر خود به شکل آبشارهایی درآمده است، در طول مسیر آب آن چند آسیاب وجود دارد که آسیاب‌های پلنگ و نهنگ از مشهورترین آنها هستند. و با طی مسیری طولانی و پیوستن به آب چشمه تلوک (بی بی ترخان) و چشمه آب شور (سور) در پایین دست به رود کارون می‌ریزد.
قرار گرفتن این مکان در بین کوه‌ها و وجود خود آبشار باعث خنکی نسبی این مکان زیبا در تابستان‌ها شده است.
در سالهای اخیر پروژه تجهیز و ایجاد زیرساخت‌ها توسط سازمان میراث فرهنگی و گردشگری در این مکان انجام شده که احداث پل عابر پیاده برای ارتباط طرفین رودخانه آبشار، احداث نمازخانه، ساختن آلاچیق و سکوهای بتنی برای مسافران، احداث پارکینگ و سرویس بهداشتی از موارد این پروژه است.

## مکان
آبشارهای آرپناه در ۴۵ کیلومتری شهر لالی قرار دارد و در شمالی‌ترین قسمت شهرستان لالی قرار دارد و مسیر آن از سمت جاده تراز می‌باشد. آبشارهای آرپناه در موقعیت جغرافیاییN322649 E492037واقع است.

## مسیر دسترسی به آبشار لالی
مسیر دسترسی به آبشار لالی جاده پر پیچ و خم شهرستان لالی به سمت روستای آرپناه می باشد. 
لازم به ذکر است، که اگر با استفاده از ابزارهای مسیریابی، مسیر روستای آرپناه را جستجو کنید با توجه به موقعیت مکانی شما،‌ به جز مسیر فوق مسیرهای دیگری را هم به شما نشان می‌دهد. که ممکن است مسیر کوتاه تری هم باشد، اما بهتر است این مسیرها را نادیده بگیرید. در ضمن مسیر فوق آسفالت می باشد.